# 蔣驥 (清朝)
蔣驥（1714年—1787年），字涑塍、又字赤霄，號勉齋。江蘇金壇人。清代畫家。

## 生平
父親蔣衡，以書法名一時，乾隆五年（1740年）嘗寫《十三經》進內府，特賜國子監學正銜。蔣驥書法不及其父，而特以寫真聞名。乾隆七年（1742年）成書《傳神祕要》一卷。研究楚辞，著有《山带阁注楚辞》（康熙五十二年刻本）。
画作有《扬州名胜图说》册页（二十开）（款识：1.康山；2.御题九峰园；3.柳湖春泛；4.水云胜概；5.白塔晴云；6.望春楼；7.御题水竹居；8.锦泉花屿；9.山亭野眺；10.功德山；11.御题法净寺；12.万松叠翠；13.御题小香雪；14.平山堂；15.焦山行宫；16.卷石洞天；17.筱园花瑞；18.御题高咏楼；19.蜀岗朝旭；20.春流画舫）。

## 家庭
- 父蒋衡，书法家，国子监学正。
- 子蒋和（字仲淑、仲叔，号醉峰、最峰），自称“江南小拙”，工书法，任四库全书篆隶总校，官至国子监学正。